# Estadio de Mongomo
 (avril 2025).
Si vous disposez d'ouvrages ou d'articles de référence ou si vous connaissez des sites web de qualité traitant du thème abordé ici, merci de compléter l'article en donnant les références utiles à sa vérifiabilité et en les liant à la section « Notes et références ».
Le Stade de Mongomo est un stade à multi-usage à Mongomo, en Guinée équatoriale. Le stade a été achevé en 2014. Le stade a une capacité initiale de 4 000 personnes. Le stade est situé dans la partie continentale du pays, à Mongomo.

## Histoire
- En 2014, la CAF décide du choix de ce stade pour la CAN de janvier 2015.

### Équipements et infrastructures
- Pelouse est en gazon naturel ;
- Piste d’athlétisme ;
- Les sièges dans les tribunes ;
- Le stade est conforme aux nouvelles normes de la FIFA ;
- Eclairage de la pelouse ;
- Une piste d’athlétisme.